# Olaf Gajl
Olaf Gajl (ur. 1947) – polski inżynier, w latach 2005–2006 podsekretarz stanu w Ministerstwie Edukacji i Nauki, w latach 2006–2007 podsekretarz stanu w Ministerstwie Nauki i Szkolnictwa Wyższego.

## Życiorys
Ukończył studia na Wydziale Budownictwa Lądowego Politechniki Łódzkiej oraz na Wydziale Matematyki, Fizyki i Chemii Uniwersytetu Łódzkiego. Uzyskał następnie stopień naukowy doktora. Pracował na PŁ oraz w Instytucie Podstawowych Problemów Techniki PAN. Od 1990 zajmował kierownicze stanowiska w przedsiębiorstwach działających głównie w branży nowych technologii. Po wygraniu konkursu został dyrektorem Ośrodka Przetwarzania Informacji.
Od 6 grudnia 2005 do 6 maja 2006 pełnił funkcję podsekretarza stanu w Ministerstwie Edukacji i Nauki, następnie od 8 maja 2006 do 1 grudnia 2007 zajmował tożsame stanowisko w Ministerstwie Nauki i Szkolnictwa Wyższego. Po odwołaniu powrócił do pracy w OPI.